# Lydia Maria Child
Lydia Maria Child (Medford, 11 febbraio 1802 – Wayland, 20 ottobre 1880) è stata una scrittrice statunitense.
Nota la sua attività come femminista, abolizionista e in difesa dei nativi americani.
Raggiunse la massima notorietà negli anni che andavano dal 1820 al 1850, colpendo i propri lettori col puntare il dito, nelle proprie opere, su temi quali la supremazia bianca e la predominanza maschile nella società.
Nonostante il suo forte impegno civile, la sua opera più nota è la poesia Over the River and Through the Woods sul giorno del ringraziamento.
Il 31 gennaio 1943 fu varata la nave di classe Liberty che portava il suo nome.

## Biografia
Nata Lydia Maria Francis, come figlia di Susannah Rand Francis e Convers Francis, suo fratello maggiore Convers Francis fu ministro della chiesa unitaria. Frequentò la scuola femminile di Medford per poi entrare in seminario. Dopo la morte della madre si trasferì presso la sorella nel Maine, dove iniziò gli studi per diventare insegnante. Fu in questo periodo che, incoraggiata dal fratello maggiore, scrisse Homobok.
Nel 1828 sposò l'avvocato abolizionista David Lee Child.
Divenne amica di note attiviste e femministe quali Margaret Fuller, Elizabeth Peabody e Harriet Winslow Sewall.

## Opere
Sin dall'inizio della propria carriera di scrittrice, fu autrice di opere inerenti l'educazione e la crescita delle donne che ebbero grande diffusione. Scrisse molti racconti, fra i quali il più noto è Hobomok, an Indian story del 1824, che narra dell'amore fra un pellerossa ed una donna bianca e che venne pubblicato sotto pseudonimo, e romanzi come Philothea, Looking toward sunset, Romance of the republic. Sul tema dell'abolizionismo, per il quale il suo impegno fu ininterrotto, scrisse i saggi Appeal for that class of Americans called Africans 1833, il primo saggio contro lo schiavismo stampato in forma di libro, Letters from New York e The Right Way the Safe Way.
- Hobomok: A tale of Early Times, by an American, 1824
- The Rebels, 1825
- Juvenile Miscellany, 1826
- The Frugal Housewife, 1829
- An Appeal in Favor of that Class of Americans Called Africans, 1833
- Letters from New York, 1843
- The Right Way the Safe Way, 1861
- Looking toward sunset, 1864
- The Freedmen's Book, 1865
- An appeal for the Indians, 1868